# Architettura del Novecento
L'architettura del Novecento può essere schematizzata in quattro grandi periodi storici: il periodo antecedente alla prima guerra mondiale; quello compreso tra le due guerre; un terzo compreso tra il 1945 ed il 1989, anno della caduta del muro di Berlino; un quarto che congiunge le tendenze dell'ultimo decennio del Novecento con quelle del XXI secolo.
Le tendenze dell'architettura dell'Ottocento influenzarono i primi anni del Novecento; il passaggio tra i due secoli è segnato dall'affermazione dell'Art Nouveau, che resterà in auge fino allo scoppio del primo conflitto bellico.
A partire dal 1903 si diffuse il protorazionalismo, mentre contemporaneamente le  avanguardie artistico-letterarie (come l'espressionismo o De Stijl) coinvolsero l'architettura e originarono opere di indubbia originalità.
Un punto di svolta coincise con la fondazione del movimento Bauhaus (1919), che introdusse con vigore i temi del razionalismo che dominarono il dibattito architettonico tra le due guerre; parallelamente si sviluppò il movimento organico (Frank Lloyd Wright).
Dopo la seconda guerra mondiale prevalse, in molti casi, il ritorno alla tradizione con il Neoliberty, Neoespressionismo, ecc., fino al Postmoderno; contemporaneamente al Postmoderno, a partire dagli anni settanta, si diffuse l'High-tech, l'evoluzione di quella che fu l'architettura del ferro ottocentesca.

## Contesto storico
(William Morris)
L'architettura moderna nasce quando l'attività costruttiva è attratta nel giro della ricerca del voler migliorare il mondo che la rivoluzione industriale sta trasformando affidandosi alla possibilità della partecipazione (democrazia) e della pianificazione.
Il periodo a cavallo tra Ottocento e Novecento, infatti, fu caratterizzato dalla cosiddetta Belle époque, un periodo in cui lo sviluppo scientifico e tecnologico, nonché la convinzione che l'Europa fosse giunta ad una condizione di pace definitivamente acquisita, determinarono un profondo ottimismo sulle possibilità dell'uomo, a cui niente sembrava precluso.
Il clima di ottimismo, parallelamente all'instaurarsi delle nuove leadership in Europa e in America, si protrasse però solo per pochi anni e fu definitivamente cancellato con la prima guerra mondiale.
In Germania il primo dopoguerra coincise con la Repubblica di Weimar, mentre la Russia fu interessata da profondi stravolgimenti conseguenti alla rivoluzione del 1917.
La crisi economica del 1929 coinvolse l'economia mondiale; la depressione ebbe effetti devastanti sia nei paesi industrializzati sia in quelli esportatori di materie prime, tanto che il commercio internazionale diminuì considerevolmente, così come i redditi delle persone fisiche, il gettito fiscale, i prezzi e i profitti.
Con lo scoppio della seconda guerra mondiale, l'attività costruttiva europea si fermò, non lasciando tracce di rilievo nella storia dell'architettura.
Nel secondo dopoguerra negli Stati Uniti si sviluppò la cultura di massa, divulgata mediante i mass-media; dall'America, essa si estese a tutta la società occidentale, divenendo "la prima cultura universale della storia dell'umanità".
La seconda metà del secolo fu ricca di eventi che ebbero ripercussioni in ogni ambito sociale e culturale: si ricordino, ad esempio, il Concilio Vaticano II, la guerra del Vietnam, il Sessantotto, la caduta del Muro di Berlino.

## Dall'Art Nouveau alla seconda guerra mondiale

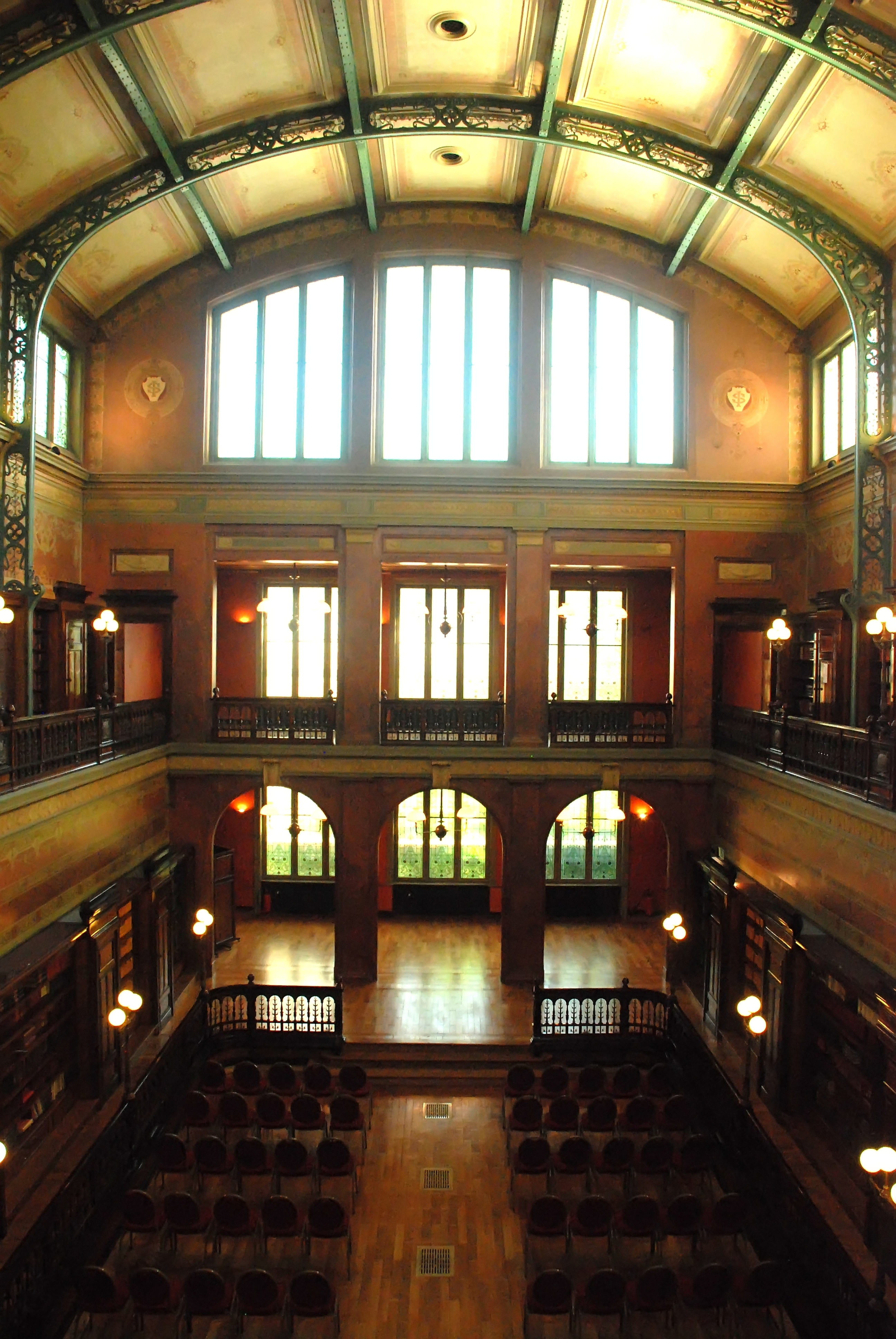
Bibliothèque Solvay, Bruxelles

Negli ultimi decenni dell'Ottocento l'architettura mancava di un orientamento fondato su criteri comuni e universalmente riconosciuti.
La volontà di rinnovamento portò alla definizione di una nuova corrente stilistica, denominata Art Nouveau, che si manifestò tra il 1890 e il primo decennio del Novecento con l'applicazione di fantasiose decorazioni e apparati ornamentali di gusto floreale (dalle opere di Victor Horta in Belgio, alla Secessione viennese di Otto Wagner e Joseph Maria Olbrich in Austria, fino al Modernismo catalano di Antoni Gaudí).
Al contempo, i progressi in campo tecnologico si concretizzarono nella realizzazione di importanti opere di ingegneria civile.
Da un lato, pertanto, l'irrazionalità dell'orientamento stilistico; dall'altro la razionalità dei progettisti formatisi nei politecnici, che perfezionarono sistemi costruttivi e di calcolo progettuale, con l'applicazione di nuovi materiali, quali la ghisa, l'acciaio, il calcestruzzo armato e il vetro, nella costruzione di vasti edifici (come stazioni, palazzi delle esposizioni e grandi magazzini), spesso improntati a principi di concretezza, economicità e funzionalità (Scuola di Chicago).
Di fatto, le moderne costruzioni ingegneristiche contribuirono a ricreare quella stretta continuità tra forma architettonica e struttura che era andata persa dopo il Gotico.
Tuttavia, l'integrazione tra architettura e tecnica faticò, almeno nei primi anni, ad imporsi sull'imperante storicismo dell'epoca; la definitiva affermazione dell'architettura industriale si ebbe solo nei primi decenni del Novecento.
Alla dicotomia tra il primato dell'espressione (Art Nouveau) ed il primato della struttura (architettura industriale), si affiancò anche un gruppo di architetti che restò fedele al cosiddetto primato della forma e che privilegiò le forme edilizie a blocchi chiusi, la riduzione del numero degli elementi e l'adozione di semplici superfici lisce; questi principi, inquadrabili nella corrente protorazionalista, caratterizzarono le opere di architetti quali Auguste Perret e Tony Garnier in Francia, Adolf Loos in Austria, Peter Behrens e Heinrich Tessenow in Germania, Hendrik Petrus Berlage nei Paesi Bassi, Maciej Nowicki in Polonia e negli Stati Uniti.

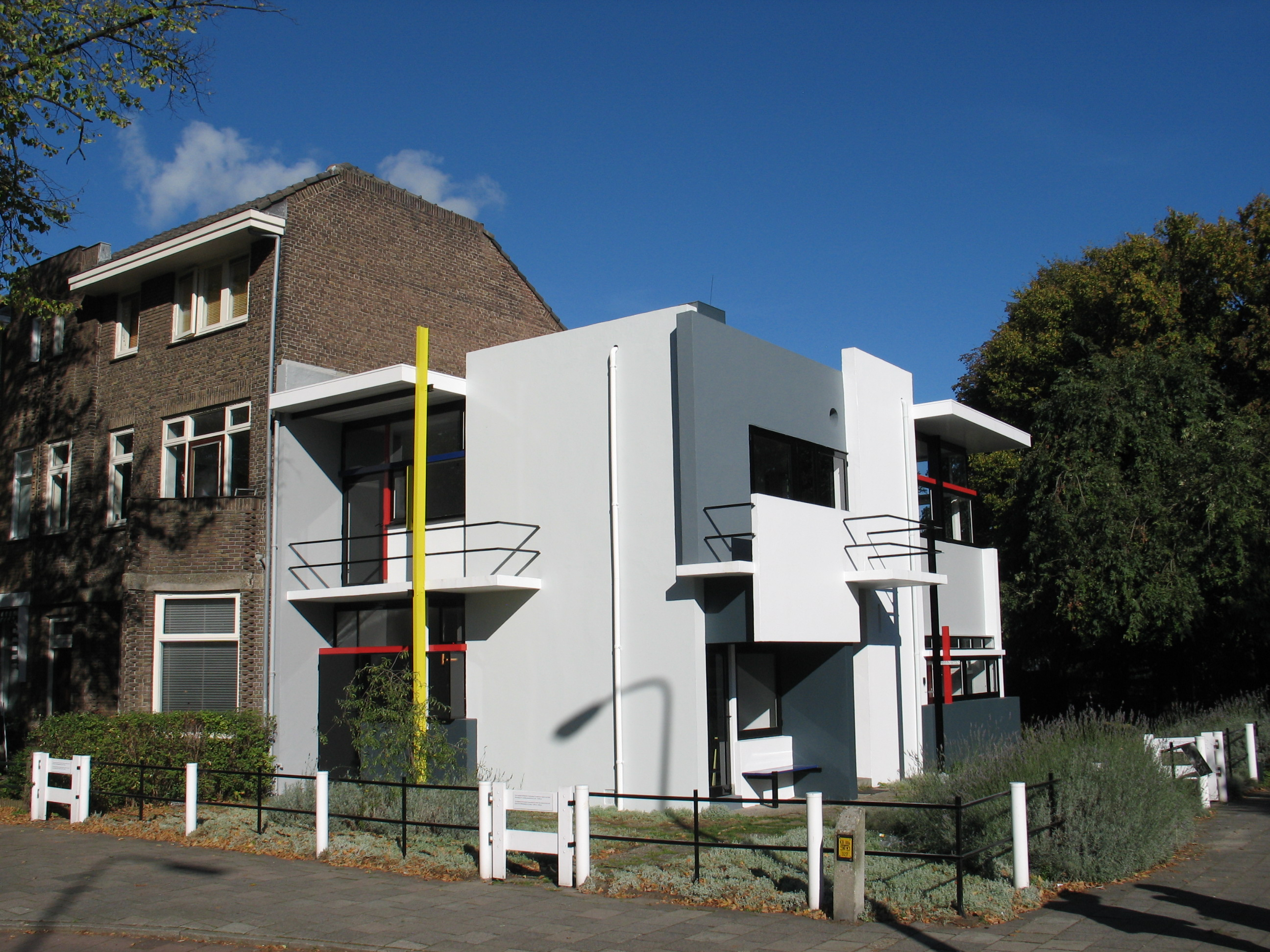
Casa Rietveld Schröder, Utrecht

A partire dagli anni che precedettero la prima guerra mondiale si svilupparono numerosi movimenti aventi, come comune denominatore, il rifiuto della tradizione.
Dapprima confinati alla letteratura e alla pittura, questi gruppi di avanguardia si estesero presto anche all'architettura. Si ricordano il Futurismo in Italia (Antonio Sant'Elia), l'Espressionismo in Germania (Fritz Höger) e il De Stijl nei Paesi Bassi.
In particolare, il movimento De Stijl, fondato nel 1917, dette vita al Neoplasticismo, uno stile caratterizzato dall'esaltazione dei piani e dei setti murari, spesso colorati diversamente, accostati in modo tale da compenetrarsi tra loro, senza tuttavia chiudere tridimensionalmente l'angolo del volume.
Queste teorie e le opere realizzate in seno al movimento De Stijil (ad esempio la casa Rietveld Schröder ad Utrecht, di Gerrit Rietveld) influenzarono notevolmente gli altri gruppi avanguardistici.
Il secondo decennio del Novecento vide la diffusione di una cerchia ristretta di architetti aderenti ad un radicale tecnicismo.
In Russia, parallelamente al Suprematismo di Kazimir Severinovič Malevič, si registra lo sviluppo del Costruttivismo, che rigettò ogni principio artistico e si indirizzò alla ricerca di un simbolismo in grado di evidenziare l'importanza della tecnica nell'ambito del progresso rivoluzionario.
Le opere di figure quali El Lissitzky (progetto per grattacieli orizzontali, 1924, non realizzato) gettarono le premesse per l'avvio di una nuova fase dell'architettura anche nell'Europa occidentale.
L'edificio del Bauhaus di Dessau, costruito da Walter Gropius nel 1925, segnò il passaggio dal protorazionalismo al razionalismo.
L'immobile caratterizzato da una complessa articolazione volumetrica percepibile solo attraversando o lambendo la fabbrica, riprende alcune delle invarianti del Neoplasticisimo, quali l'esaltazione dei nodi angolari tramite aperture di diverso tipo; l'intera costruzione si espande nello spazio secondo istanze funzionaliste, facendo propria la tecnica del calcestruzzo armato e delle grandi aperture vetrate.

Villa Savoye a Poissy

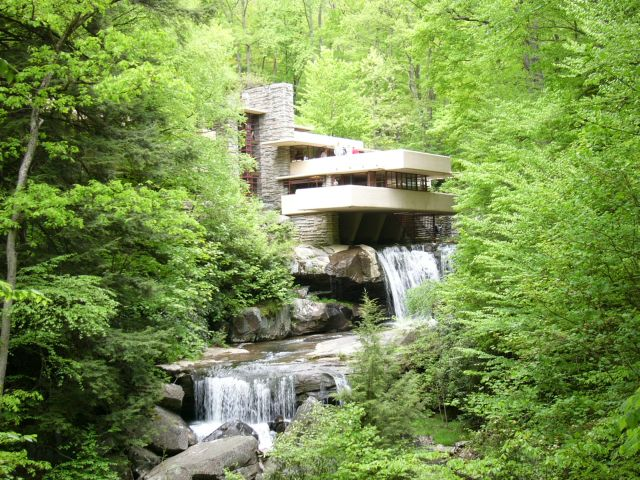
Casa sulla cascata

Ascrivibile al razionalismo è pure Villa Savoye, celebre edificio costruito da Le Corbusier nel 1929, che costituisce l'esemplificazione della teoria dei cinque punti dell'architettura, ovvero: i pilotis, la pianta libera, la facciata libera, la finestra in lunghezza e il tetto giardino.
Malgrado il rigore intrinseco del codice razionalista, la produzione architettonica fu assai eterogenea: dalle costruzioni di Willem Marinus Dudok e Jacobus Johannes Pieter Oud, a Pier Luigi Nervi, o ancora quelle di matrice espressionista di Erich Mendelsohn o neoplastiche di Ludwig Mies van der Rohe.
Un altro aspetto significativo del razionalismo è legato all'architettura dei quartieri. In questo ambito, si ricordano, ad esempio, gli interventi promossi da Gropius a Karlsruhe e Berlino, dove la disposizione dei fabbricati è condizionata dalla migliore esposizione alla luce solare.
Il razionalismo si diffuse rapidamente nel mondo occidentale. Di rilievo il razionalismo italiano che, malgrado i ritardi connessi al complesso quadro politico, sviluppa opere di valore, come la Stazione di Firenze Santa Maria Novella e la Casa del Fascio di Como.
Accanto al razionalismo, una cerchia di progettisti si fece promotrice di un'architettura tesa a ricercare un nuovo sistema in equilibrio tra ambiente costruito e ambiente naturale attraverso l'integrazione dei vari elementi artificiali propri dell'uomo (costruzioni, arredi, ecc.), e naturali dell'intorno ambientale del sito: l'architettura organica. Negli Stati Uniti d'America il principale esponente di questa corrente fu Frank Lloyd Wright, autore di numerosi progetti e realizzazioni, come la Casa sulla cascata (1935), in cui pietra locale, calcestruzzo armato e vetro si adattano e si fondono con l'ambiente circostante. Tuttavia, l'opera di Wright ebbe inizialmente scarso riconoscimento nel proprio Paese: di fatto, negli stati dell'est, predominava ancora il razionalismo (ad esempio Philadelphia Saving Fund Society Building).
L'architettura organica in Europa ebbe il principale esponente nel finlandese Alvar Aalto, autore, fra le altre cose, del Sanatorio di Paimio e della Biblioteca di Viipuri. Ad esempio, il sanatorio, pur derivando dall'edificio Bauhaus, perde la rigidità geometrica di quest'ultimo, seguendo una disposizione dei corpi di fabbrica apparentemente libera, per aderire, pertanto, ad una condizione organicanicamente più naturale.
Inoltre, in entrambi i lavori è riscontrabile l'approccio organico nel trattamento dei particolari architettonici; infatti, nonostante la struttura in calcestruzzo armato, Aalto sfruttò l'occasione per "estendere i precetti del funzionalismo fino a includere la risposta ad una completa gamma di esigenze fisiche e psicologiche".

## Dal secondo dopoguerra al nuovo millennio
Dopo la seconda guerra mondiale la ricerca architettonica, ancora legata ai temi del razionalismo e del movimento organico, si orienta sulle macrostrutture.
Tra i molti progetti è doveroso segnalare l'Unité d'Habitation di Marsiglia, costruita tra il 1945 ed il 1952 su progetto di Le Corbusier.

## Principali correnti
- Architettura revivalista
- Architettura modernista
- Bauhaus
- Movimento Moderno
- Architettura organica
- Razionalismo italiano
- Costruttivismo
- Decostruttivismo
- Brutalismo
- Neoliberty
- Neorealismo architettonico
- Architettura postmoderna
- Architettura high-tech
- Architettura blob

## Galleria d'immagini

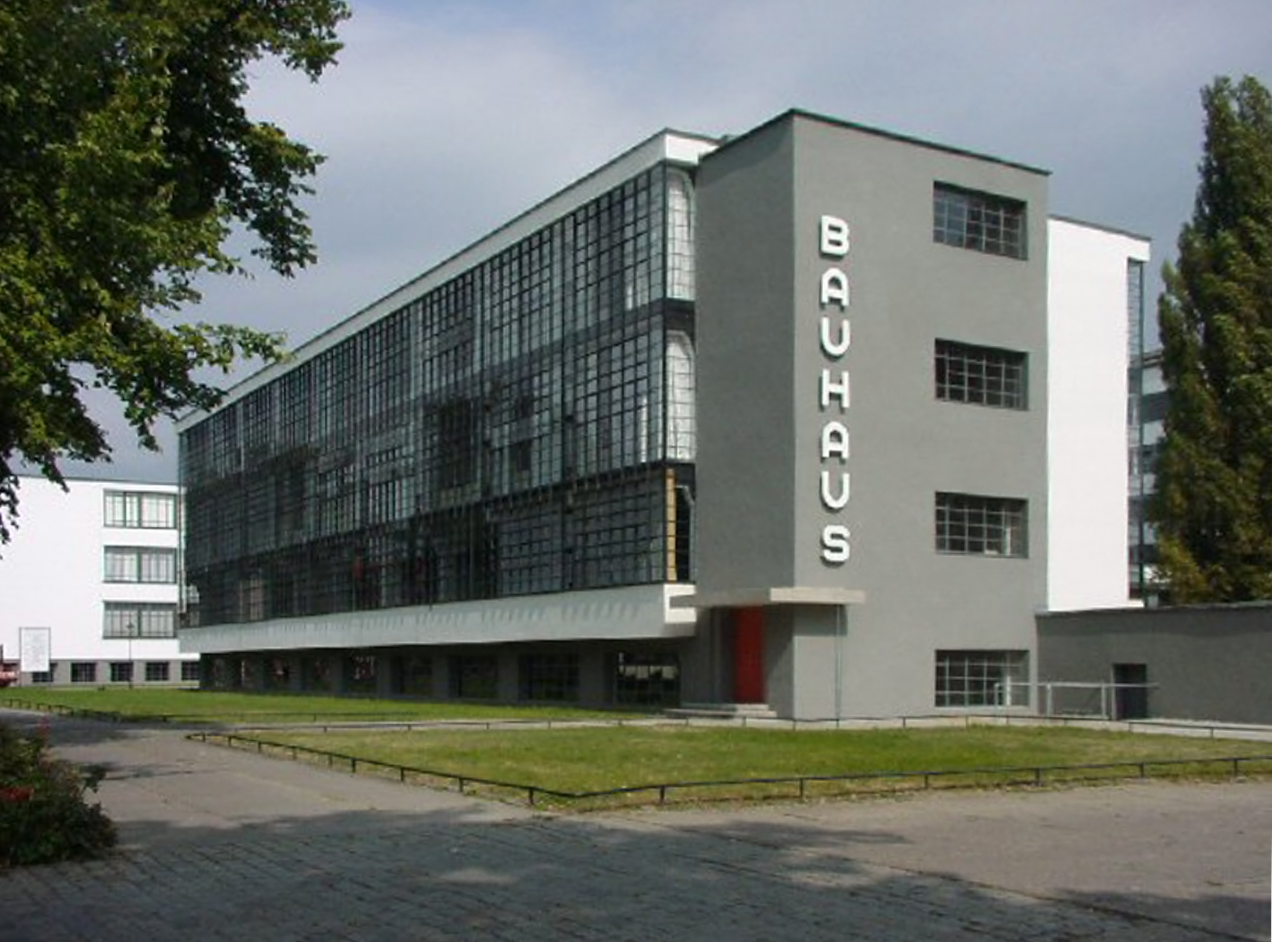
Edificio Bauhaus
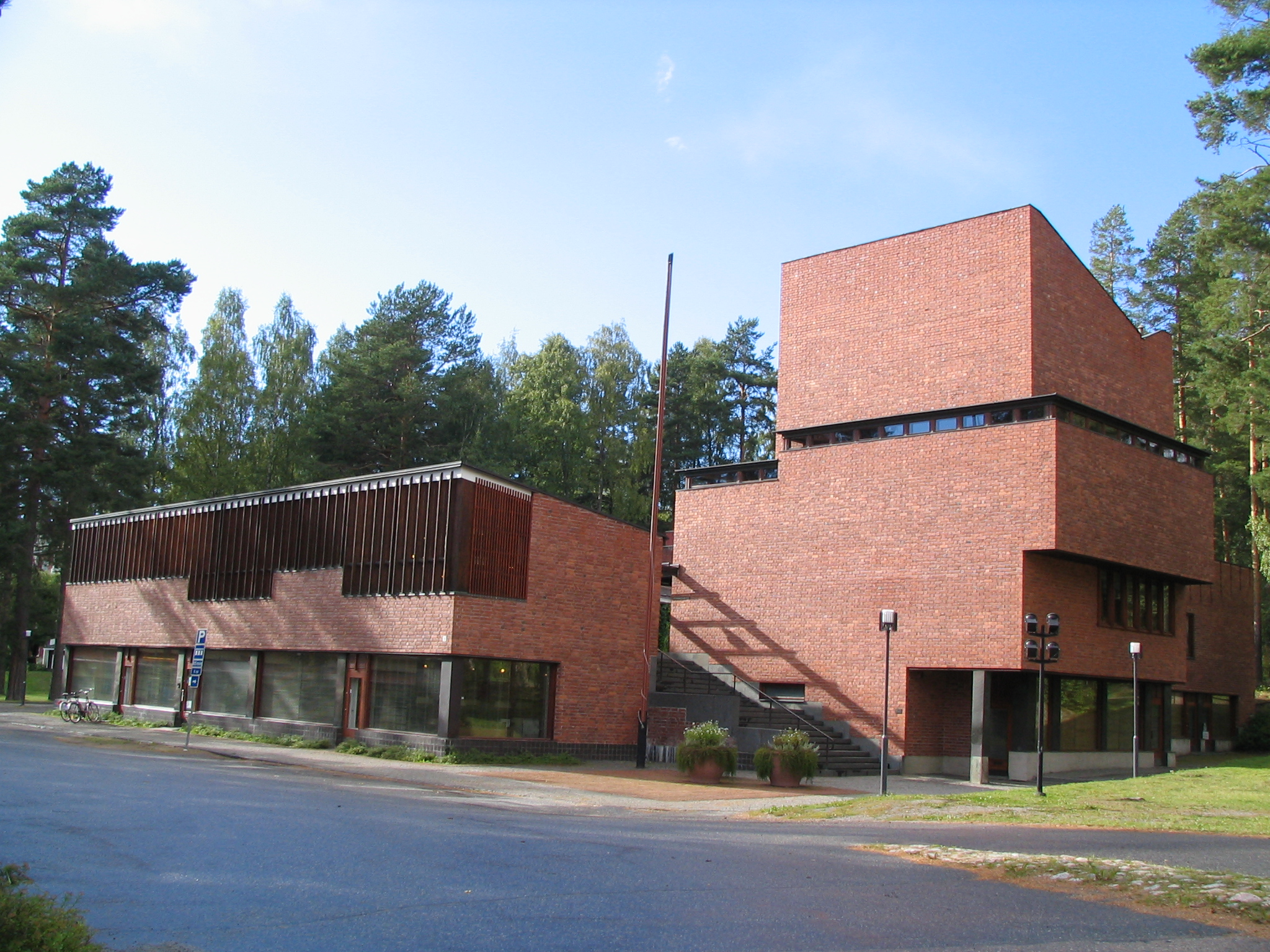
Municipio di Säynätsalo
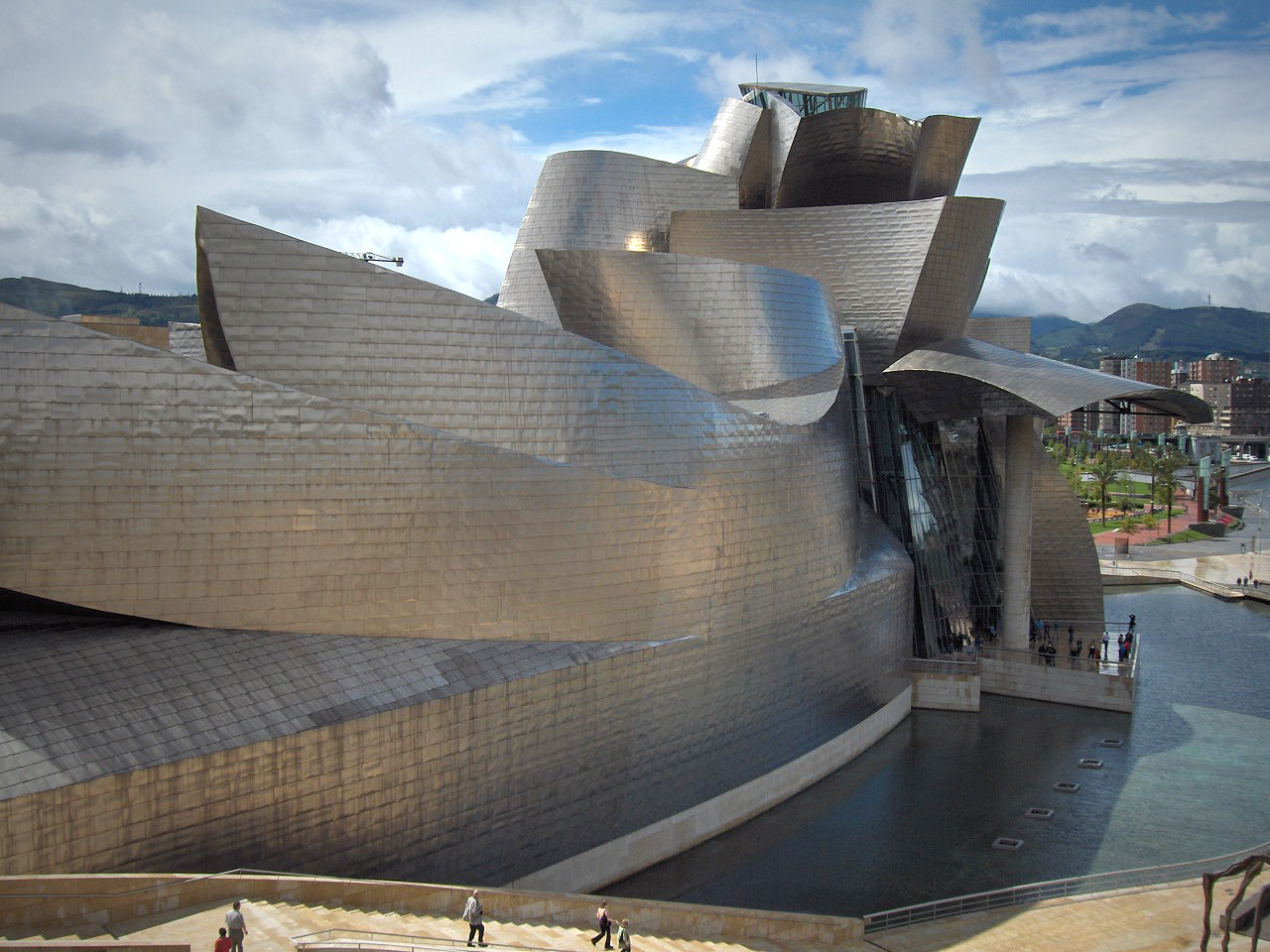
Guggenheim Museum, Bilbao
Bibliotheca Alexandrina, Alessandria d'Egitto
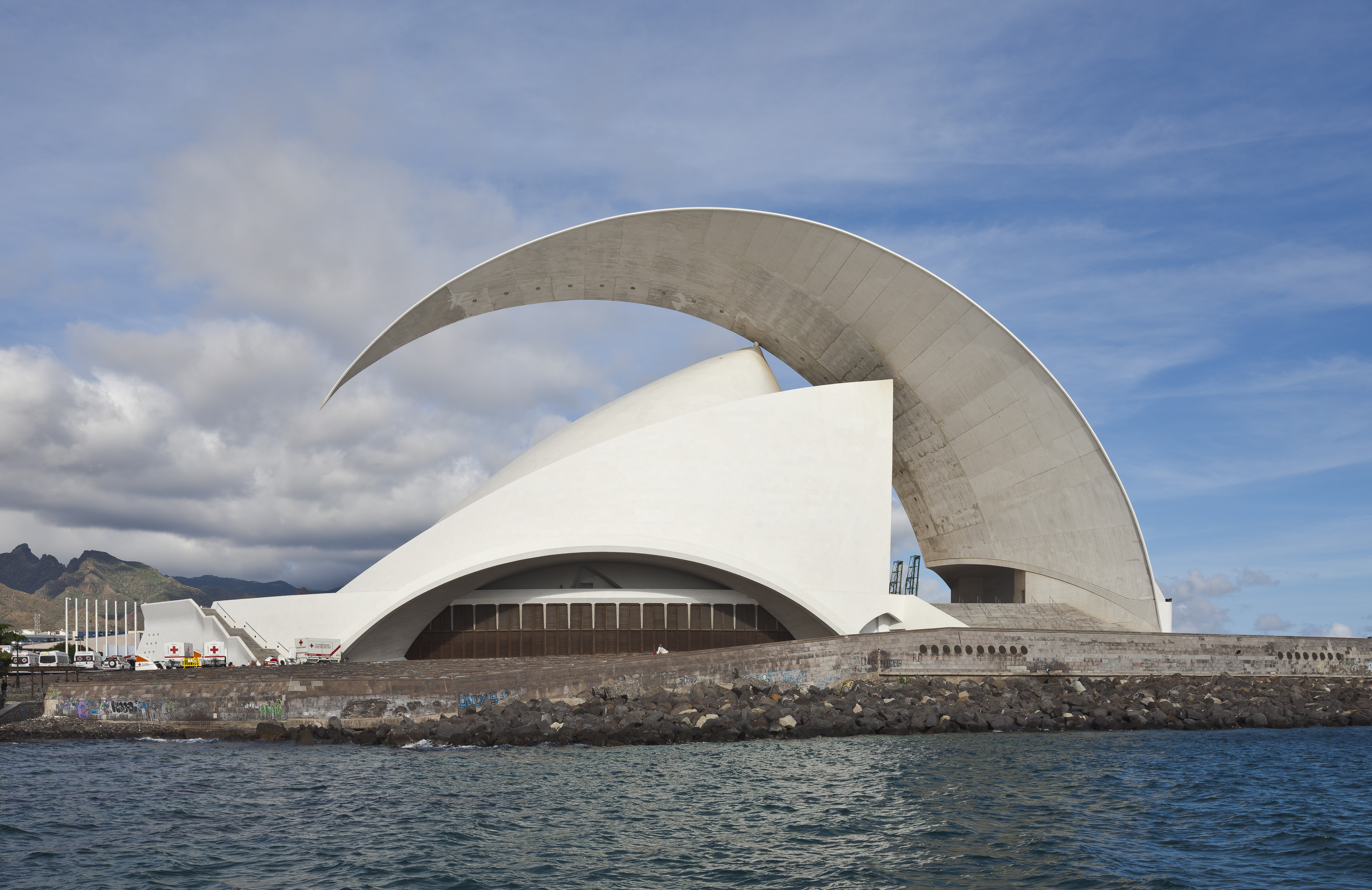
Auditorio di Tenerife, Santa Cruz de Tenerife